# 国军日械军
国军日械军是中華民國的国民革命军在抗战胜利后换装了侵华日军装备的一批部队。

## 历史
1946年3月国共内战爆发前，陆军总数91个军255个师，其中美械与半美械装备部队为22个军（整编师）64个师（整编旅），交警部队18个总队又4个教导总队；其中45个师（旅）与交警部队为全美械；日械部队52个军108个师；其余为国械部队。根据装备日械比例的不同，又可分为全日械和半日械两种。
全日械部队
有5个军（第三军、第二十五军、第二十六军、第五十九军、第七十军）11个师。
半日械部队
为日械、国械混编。合计46个军97个师。
在轻武器国产化的原则下，兵工部门在1946年后就停止了日式轻武器弹药生产。1947年底，日械部队中的整编十八师（原第十一军）、整编六十九师（原第九十九军）、整编八十八师（原第八十八军）等单位，轻武器已全部换装国械。